# キング・エドワード・ポイント
キング・エドワード・ポイント (英語: King Edward Point)はサウスジョージア島北東部の東カンバーランド湾沿岸に所在するイギリス南極観測局の南極調査拠点およびイギリスの海外領土の一つであるサウスジョージア・サウスサンドウィッチ諸島の首都である。 グリトビケンとしばしば混同されるが、こちらはキング・エドワード湾沿岸に所在するかつての捕鯨基地であった。

## 歴史
この地域は1901年から1904年にスウェーデンの探検家のオットー・ノルデンシェルドにより探索され、1906年にエドワード7世よりキング・エドワード・ポイントの名称が付けられた。1909年からはサウスジョージア島を所轄する治安判事の住居となっている。1925年には海洋研究基地が当地に設けられた。
1950年1月1日にはFalkland Islands Dependencies Surveyにより基地が引き継がれ、1952年から1969年までは有人の基地であった。その後イギリス南極観測局が基地を運営していたが、1982年のフォークランド紛争時にはアルゼンチン軍がサウスジョージア島を一時占領した。紛争後は2001年までイギリスの守備隊が駐屯し基地は閉鎖されていたが、同年3月22日に基地は再開された。この時、建物の多くは荒廃していたが、一部の建物を除いて建て替えられている。
現在は冬季に12人の、夏季には22人前後のイギリス南極観測局職員が滞在している。また、2人前後の政府職員も駐在している。年中、基地は有人であるがアルゼンチンの同島の領有権主張に対しイギリスの主権を確保する役割を担っている。基地の主な活動は商業漁業の維持やサウスジョージア・サウスサンドウィッチ諸島政府職員の支援を行うために漁業に関する研究を行うことである。